# Ciclo de maturidade da franquia
O Ciclo de Maturidade da Franquia é uma analogia ao ciclo de vida do produto. Esta definição foi criada por três consultores da empresa WebSoftware em 2004 após uma pesquisa no Brasil com franqueadores, franqueados, associações e consultores do segmento de franquia.
As empresas que operam no modelo de franquia passam por etapas de amadurecimento ao longo de seu crescimento e em cada etapa suas necessidades e prioridades estão diretamente ligadas ao ciclo de amadurecimento.

## Principais fases do ciclo de maturidade de Franquias
- Formatação (Etapa em que a empresa está se formatando para o modelo de expansão através da modalidade de franquia)
- Expansão (Etapa em que a rede está em fase de procura de investidores interessados em abrir um novo ponto comercial da franquia)
- Consolidação (Etapa em que a rede está preocupada em se consolidar como uma marca sólida e de respeito)
- Manutenção  (Etapa em que a rede está preocupada em manter sua atual estrutura já consolidada)

### Prioridades na fase de Formatação
- Manuais operacionais
- Padronizações
- Pesquisas de mercado

### Prioridades na fase de Expansão
- Gestão de marketing
- Gestão de prospect (investidores)
- Master Franqueados
- Contratos

### Prioridades na fase de Consolidação
- CRM
- Finanças
- Marketing
- Comunicação
- Consultoria de campo

### Prioridades na fase de Manutenção
- Compras
- Royalties
- Taxas de propaganda
- Reciclagem